# اککلسیاستریون

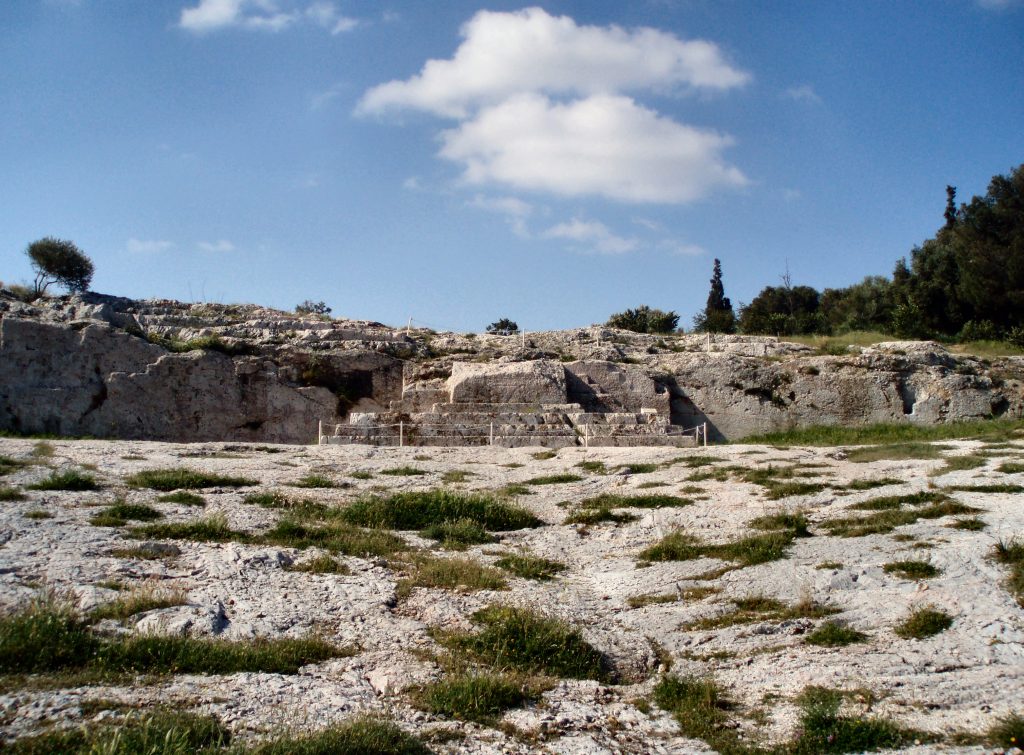
اککلسیا در آتن بر روی تپه ای به نام پنیکس تشکیل جلسه داد

در یونان باستان، (ἐκκλησιαστήριον) محلی بود برای نمایش دموکراسی بوسیله مردم در دولت شهرهای یونان، اجتماعاتی که به اککلسیا مشهور بود.

## محل

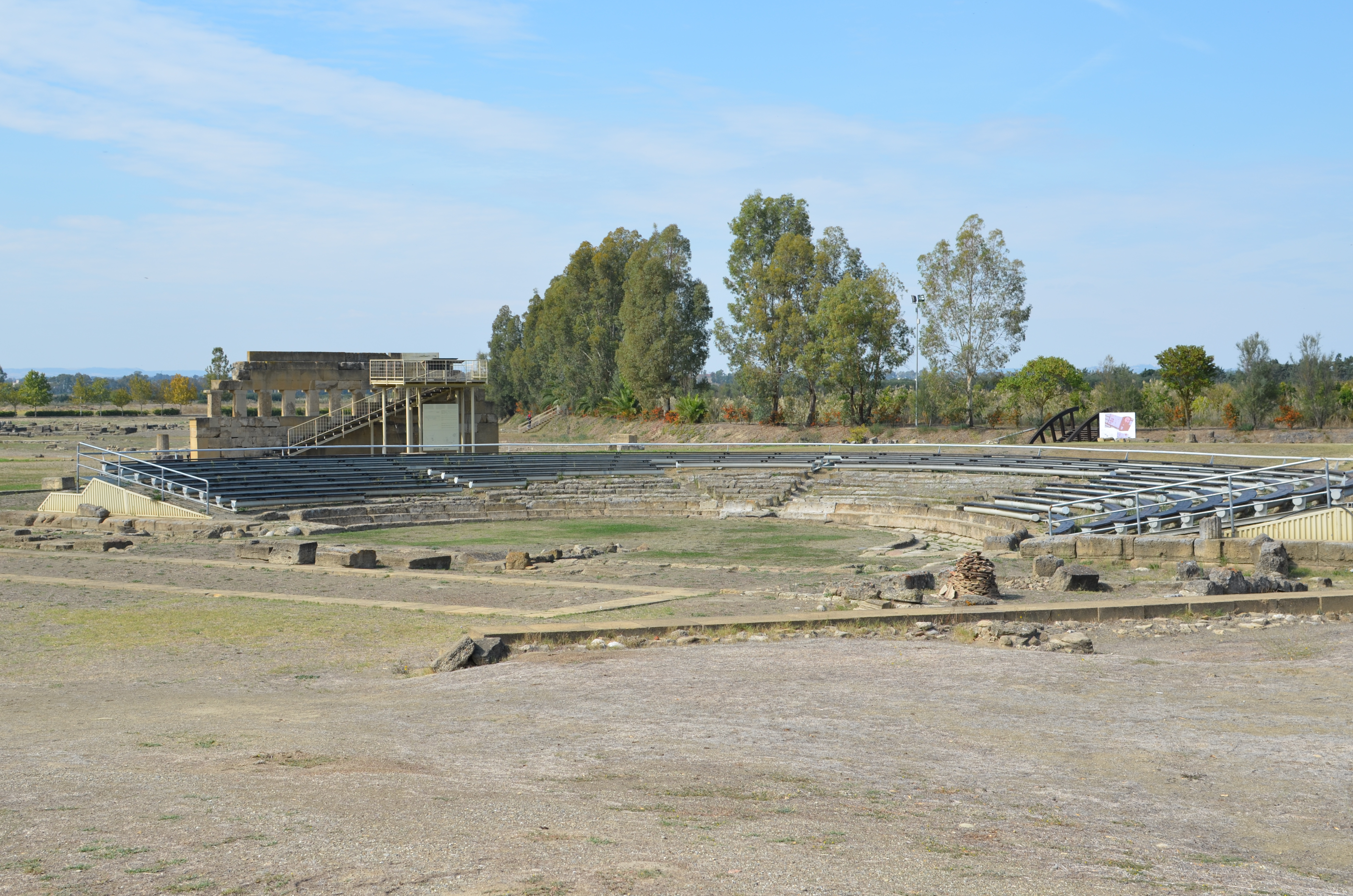
تئاتر متاپونتوم بر روی اککلسیاستریون ساخته شده است

در تعداد انگشت شماری از دولت شهرها، اککلسیاستریون یک ساختمان جداگانه بود، اما در بسیاری از موارد از تئاترهای موجود هم برای اجرا و هم برای جلسات اککلسیا استفاده می‌شد. در برخی موارد نیز از چندین مکان استفاده می‌شد. در دولت شهر آتن، جلسات منظم مجمع در تپه پنیکس و دو جلسه سالانه در تئاتر دیونیسوس برگزار می‌شد؛ البته در حدود ۳۰۰ قبل از میلاد، تمام جلسات اککلسیا به تئاتر منتقل شد. جلسات مجمع می‌توانست مخاطبان زیادی را به خود جلب کند:احتمالا ۶۰۰۰ شهروند در قرن پنجم قبل از میلاد در آتن شرکت کرده باشند. هانسن و فیشر-هنسن استدلال می‌کنند که تئاترها اساساً برای اجرا ساخته شده‌اند و استفاده از آن‌ها توسط اککلسیا یک کارکرد اضافی و دم دستی است. 
در دولت شهرهایی که دارای یک اککلسیاستریون جداگانه بودند، ساختمان می‌توانست اشکال مختلفی داشته باشد. بسیاری از آن‌ها از پله‌هایی تشکیل شده‌اند که در شیب تپه ساخته شده‌اند، درست شبیه به تئاتر اما بسیار کوچک‌تر. البته ساختمان جلسات در دولت شهر دلوس مسقف بود.  در متاپونتوم، سازه‌ای مدور در زمین‌های هموار با پله‌های مرتفع بود. در اوایل قرن پنجم قبل از میلاد، پس از گسترش ساختمان آن، ۷۵۰۰ تا ۸۰۰۰ نفر را در خود جای می‌داد. چنین ساختار دایره شکلی برای جلساتی که در مگنا گراسیا برگزار می‌شد غیرمعمول بود. یک ساختمان بدون سقف دایره‌ای شکل با ردیف‌های صندلی در پستوم و پوزیدونیای باستانی نیز به عنوان اککلسیاستریون شناخته می‌شود. 